# Stjärnskeppet Titanic
Douglas Adams Stjärnskeppet Titanic (engelska Douglas Adams' Starship Titanic) är en komisk science fictionbok från 1997 av Terry Jones och är baserad på Douglas Adams datorspel Starship Titanic. Enligt bokens inledning var tanken att Douglas Adams skulle skriva boken själv men bokförlaget ville att boken skulle ges ut samtidigt som spelet. Därför frågade han Terry Jones ifall han ville skriva boken, vilket han gick med på ifall han fick skriva den naken. 

## Handling
På planeten Blerontis ska det nybyggda rymdskeppet Stjärnskeppet Titanic påbörja sin jungfruresa. Men rymdskeppets skapare, Leovinus, syns inte till. Istället är han inne i rymdskeppet och upptäcker att allt inte står rätt till. Skeppsdatorn saknar komponenter, en bomb har installerats ombord och en papegoja flyger fritt någonstans i skeppet. Dessa och en mängd andra problem som tyder på sabotage stoppar inte jungfruresan från att ske, vilket leder till att skeppet kraschar ovanpå ett gammalt hus på planeten Jorden. Ägarna till huset, Dan, Lucy och Nettie, blir inbjudna ombord av en robot och upptäcker kort efter att rymdskeppet har lämnat planeten och att det enda sättet för dem att komma hem är att reparera rymdskeppet och se till att bomben inte spränger dem alla i bitar innan dess.

## Utgivning
Boken släpptes först av Harmony Books och Pan Books under oktober 1997 och publicerades igen av Ballantine Books under november 1998. Den spelades även in som ljudbok som släpptes under november 1997 och gavs senare ut som e-bok 2007. Den svenska upplagan av boken översattes av Sam J. Lundwall och publicerades av Albert Bonniers Förlag 1998.

## Tillämpning
En radiodramatisering av boken med namnet Starship Titanic gjordes av Ian Billings och sändes på BBC Radio 4 under december 2021. Den regisserades av Dirk Maggs och bland de medverkade finns Michael Palin och Simon Jones.